# توربیورن تاکسین
توربیورن تاکسین (سوئدی: Torbjörn Taxén؛ زادهٔ ۲۵ فوریهٔ ۱۹۵۲) بازیکن بسکتبال اهل سوئد بود. وی در بازی‌های المپیک تابستانی ۱۹۸۰ شرکت کرده‌است.